# 畠山高政
畠山高政（日语：／ Hatakeyama Takamasa，1527年—1576年11月5日、大永七年—天正四年十月十五日)，日本戰國時代紀伊、河內兩國的守護大名，畠山尾州家（畠山政長流）的當主。

## 生平

### 家督繼承
畠山高政生於大永七年（1527年），為畠山政國之嫡長子。
高政年輕時，畠山家曾追隨細川氏綱對抗細川晴元等勢力。然而，當時河內國的實權幾乎被守護代遊佐長教所掌握，加上在對待將軍的方針上存在分歧，因此高政的父親政國最終選擇出家並隱居於紀伊。
天文二十年（1551年）五月，遊佐長教遭到暗殺。次年（1552年）九月廿九日，在家臣丹下盛知的主導下，高政繼承畠山家家督。

### 與三好氏之河內爭奪
天文二十二年（1553年），高政派遣丹下盛知及安見宗房等人，率領畠山軍參與了東山之戰 。在這場戰鬥中，高政選擇支持三好長慶一方，共同對抗室町幕府第13代將軍足利義輝 。由此可見，此時高政承繼了前守護代遊佐長教的政治方針，與三好氏間維持著同盟關係。
永祿元年（1558年）十一月三十日，高政因不滿安見宗房掌握畠山家實權，與之發生對立，並從河內高屋城逃往紀伊。因此，當三好氏與義輝再次爆發爭鬥時，畠山家未能向長慶提供援軍。
隨後，紀伊的有力國人湯川直光向三好長慶請託，策劃幫助高政恢復在河內的領土。而為了阻止高政回歸，宗房則是跟和長慶對立的紀伊根來寺衆聯手，對抗三好軍（《細川兩家記》《足利季世記》）。
永祿二年（1559年）六月，三好長慶率兵進攻河內，宗房雖進行抗戰，最終仍是不敵，只得退守飯盛城；同年八月，在長慶的幫助下，高政得以重返高屋城。
然而，河內的分國支配在缺乏宗房等人的支持下陷入困境，高政也與長慶發生矛盾。永祿三年（1560年）三月至五月間，高政與宗房達成和解，這也使得長慶在同年六月派兵再次進攻河內。十月，高政與宗房向長慶投降，並撤退至堺。
河內守護畠山氏雖然隨著守護代遊佐氏勢力的擴大而受到壓制，但仍未放棄對軍事動員權的掌控。此外，在紀伊地區，畠山氏仍保持一定的支配力，不受遊佐氏的直接影響。因此，在永祿四年（1561年）七月，趁著三好長慶之弟、駐守和泉岸和田城的十河一存去世，高政便與紀伊根來眾一同進攻和泉。同時，近江的六角義賢也響應高政的動向，擁立細川晴元次子細川晴之進軍京城，並一度將三好長慶驅逐出京都。
永祿五年（1562年）三月五日，高政在和泉的久米田之戰中取得了重大戰果。在此戰中，高政成功擊敗並斬殺了三好長慶的弟弟三好實休，並奪回高屋城。然而，在接下來五月二十日的教興寺之戰中，高政遭遇敗北，被迫退回紀伊。這場敗戰也使得畠山氏失去了河內大部分領土。
儘管如此，在永禄六年（1563年）九月，遊佐長教之子、河內守護代遊佐信教在南河內的金剛寺發出了判物，顯示畠山氏在河內地區仍保有一定的影響力。
永祿八年（1565年）五月十九日，將軍足利義輝遭三好三人衆等人所殺害（永祿之變）。在此變故後，高政將家督讓給其弟畠山政賴（後來的秋高）。
關於此事件，根據《足利季世記》記載，乃遊佐信教和安見宗房聯手擁立秋高為當主，並將高政追放。然而，這一說法並未出現在更為可信的史料中，且內容與永祿元年（1558年）安見宗房與高政之間的爭執相似，基本上被認為是後人對該事件的重述，因此這一記載並不被視為事實。

### 晚年
永祿十一年（1568年）九月，義輝之弟足利義昭與織田信長一同上洛，成功使室町幕府得以再興。同年十月，高政與秋高一同出仕於幕府。高政擔任了當時仍在高屋城的秋高的後見人，並留在京都，負責與幕府及信長進行外交與協商。據確認，高政在永祿十三年（元龜元年，1570年）三月和五月都曾在京都。此外，同年十月，當三好三人衆進攻河內時，高政也親下河內，參與了與三好軍的作戰。
元龜四年（1573年），義昭與信長之間的對立加劇。根據《顯如上人御書札案留》記載，當年四月時，秋高與信教都支持義昭方，且秋高的內衆大多也屬於義昭派。然而，秋高因畏懼信長的勢力，最終轉而支持信長。這也導致了他在同年的六月二十五日，遭到信教殺害。秋高死後，高政多次策劃，企圖恢復家族的勢力，但最終都未能成功。天正三年（1575年），信長下令破壞高屋城，這也象徵著畠山氏在河內的勢力徹底崩潰。
天正四年（1576年）十月十五日，高政去世，享年50歲。關於高政過世之地，有說法認為他是在觀心寺去世，也有說法稱他是在畠山貞政的紀伊岩室城去世。
此外，高政晚年曾接受過基督教的洗禮，並與池田丹後守及伊智地文太夫（畠山氏內臣）有交情。因此根據推測，高政可能是經由他們介紹，而接觸到基督教。

## 出處
1. ↑  福島克彥（2009）P.98-105、天野忠幸（2020）P.49-51、54-58
2. ↑  弓倉弘年（2006）P.328
3. ↑  福島克彥（2009）P.110
4. ↑  弓倉弘年（2006）P.248-249、336
5. ↑  天野忠幸（2020）P.65
6. ↑  弓倉弘年（2006）P. 334-336
7. ↑  福島克彥（2009）P.118-119
8. ↑  弓倉弘年（2006）P. 338
9. ↑  福島克彥（2009）P.119
10. ↑  福島克彥（2009）P.124-125
11. ↑  谷口克廣（2010）P.352
12. ↑  弓倉弘年（2006）P.359-360
13. ↑  弓倉弘年（2006）P.341、362
14. ↑  弓倉弘年（2006）P.50-52
15. ↑  弓倉弘年（2006）P.50-53、339-340
16. ↑  弓倉弘年（2006）P.52-53
17. ↑  弓倉弘年（2006）P. 339
18. ↑  弓倉弘年（2006）P.340
19. ↑  天野忠幸（2018）P.250-252
20. ↑  谷口克廣（2010）P.361、524
21. ↑  弓倉弘年（2006）P.377
22. ↑  結城了悟（1999）P.192